# ТЕС Форт-Георг
ТЕС Форт-Георг — теплова електростанція на острові Маврикій, у північній частині його столиці Порт-Луї. Станом на середину 2010-х найпотужніша електростанція країни.
Майданчик Форт-Георг став третім (після ТЕС Сент-Луї та ТЕС Форт-Вікторія) місцем розміщення генеруючих потужностей у столиці острівної країни. У 1992—1993 роках тут розмістили два дизель-генератори виробництва швейцарської компанії Sulzer потужністю по 24 МВт, а в 1997—2000 їх доповнили трьома установками розробки MAN типу B&W 9K80MC-S потужністю по 30 МВт (перша виробництва японської Mitsui, а дві наступні південнокорейської Hyundai). Для видалення продуктів згоряння трьох останніх генераторів кожен з них доповнили димарем висотою 65 метрів.
У другій половині 2000-х років станція постачала понад 0,5 млрд кВт-год електроенергії на рік, що становило чверть усього виробництва на острові.
Все обладнання ТЕС Форт-Георг розраховане на використання нафтопродуктів.
У другій половині 2010-х з'явились плани спорудження на майданчику Форт-Георг парогазової станції комбінованого циклу з двох газових турбін, що через котли-утилізатори живитимуть одну парову. Загальна потужність цієї черги може становити від 105 до 120 МВт.